# 富山県立氷見高等学校
富山県立氷見高等学校（とやまけんりつ ひみこうとうがっこう、英: Toyama Prefectural Himi High School）は、富山県氷見市幸町にある公立の高等学校。

## 概要
富山県の北西部、富山湾に接し石川県境にある氷見市に所在する。
進学校であり、富山大学・富山県立大学・金沢大学などの国公立大学に進学する生徒が多い。富山短期大学・金沢学院大学・金沢工業大学・金沢星稜大学・福井工業大学などの私立大学に進学する生徒も多い。
1926年（大正15年）3月30日に創立、戦後は総合制高校となり、農業・水産の学科がのちに富山県立有磯高等学校として独立するも、2010年（平成22年）に富山県立有磯高等学校と再統合している。

## 設置学科
- 普通科（2年次から文理探究コースに分かれる）
  - 文理探究コース
- 農業科学科
- 海洋科学科
- ビジネス科
- 生活福祉科

## 沿革
富山県立氷見中学校
- 1926年（大正15年/昭和元年）
  - 3月4日 - 富山県立氷見中学校設置認可[1]。
  - 3月30日 - 旧氷見郡役所（現在の氷見市仕切）にて事務を開始[1]。
- 1927年（昭和2年）
  - 3月14日 - 富山県立氷見中学校設立を告示[2]。
  - 4月12日 - 校章制定（蛍雪の功と精神の純一とをシンボルとしたもの）[1]。
  - 4月14日[2] - 氷見郡氷見町仕切の元氷見郡役所庁舎を仮校舎として開校、第1回入学式を挙行[1]。富山県内では富山中学校（現・富山県立富山高等学校）、高岡中学校（現・富山県立高岡高等学校）、魚津中学校（現・富山県立魚津高等学校）、砺波中学校（現・富山県立砺波高等学校）、神通中学校（現・富山県立富山中部高等学校）に次いで6番目の開校であった[3]。
- 1928年（昭和3年）
  - 12月18日 - 校舎本館竣工[4]。
  - 12月24日 - 現在地に校舎新築移転[5]。
- 1929年（昭和4年）10月18日 - 特別教室および体育館竣工[4]。同日、校歌を制定[6]。
- 1931年（昭和6年）11月18日 - 講堂を新築落成[4]。
- 1936年（昭和11年）6月18日 - 音楽室および図画室が竣工[4]。
- 1948年（昭和23年）4月1日 - 学制改革により県立氷見高等学校と改称し[7]、普通科を設置。

氷見女子高等学校
- 1914年（大正3年）
  - 4月15日 - 氷見町外12ケ村組合立実科高等女学校が認可される[8]。
  - 5月1日 - 氷見町外12ケ村組合立実科高等女学校開校[8]。
- 1915年（大正4年）
  - 2月23日 - 組合立から郡立となり、氷見郡立実科高等女学校と改称[8]。
  - 7月11日 - 氷見町南下字豊砂（現在の西念寺の墓隣）の旧氷見第一尋常小学校校舎建物を大修繕し、新校舎完成（7月12日移転、7月20日落成式）[9]

富山県立氷見高等学校
- 1948年（昭和23年）9月 - 県立氷見高等学校、氷見女子高等学校、氷見農業水産高等学校を統合し、普通科・農業科・水産製造科・農業女子別科を設置する総合制の富山県立氷見高等学校となる[7]。校舎は旧氷見高等学校を本校舎とし、旧氷見女子高等学校を分室に充当。
- 1950年（昭和25年）4月1日 - 農業女子別科を廃止し、家庭科を設置、。定時制として本校に普通科、分校に農業科を設置[10]。
- 1951年（昭和26年）
  - 4月1日 - 氷見高等学校分室は富山県立有磯高等学校として独立[11]。
  - 12月18日 - 別館（図書室、作法室、割烹室）竣工、以降順次増築[4]。
- 1953年（昭和28年）9月10日 - 夏休み中の生徒勤労奉仕による万葉植物園および布勢の水海が完成[12]。
- 1956年（昭和31年）4月1日 - 全日制商業科設置[13]。
- 1964年（昭和39年）3月31日 - 初代第1体育館が新築落成[14]。
- 1967年（昭和42年）4月1日 - 定時制課程を普通科から商業科に変更[15]。
- 1968年（昭和43年）3月31日 - 新校舎第1期工事（北棟改築）竣工[16]。
- 1969年（昭和44年）3月30日 - 新校舎第2期工事（南棟改築）竣工[16]。
- 1970年（昭和45年）3月25日 - 新校舎第3期工事（中央棟改築）竣工[16]。
- 1972年（昭和47年）
  - 2月10日 - 新校舎第4期工事（商業実習棟増築）竣工[16]。
  - 3月30日 - 格技場竣工[17]。
- 1975年（昭和50年）4月1日 - 定時制商業科募集停止（これにより定時制課程は全て募集停止となる）[18]。
- 1977年（昭和52年）2月9日 - 新校舎第5期工事（校舎一部増築）竣工[16]。
- 1979年（昭和54年）3月25日 - 新校舎第6期工事（校舎一部増築）竣工[16]。
- 1982年（昭和57年）7月 - 旧体育館（1929年10月建築）をグラウンドの最東端へ移築し、野球部の雨天練習場が完成[19]。
- 1983年（昭和58年）8月20日 - 第2体育館落成[20]。
- 1985年（昭和60年）5月25日 - 東棟校舎改築工事竣工。これを以て木造校舎が消滅[21]。
- 1986年（昭和61年）4月19日 - 同窓会記念館『麗峰会館』竣工式[22]（鉄筋コンクリート造3階建[23]）
- 1995年（平成7年）4月 - 普通科に自然科学コース設置。
- 1996年（平成8年）
  - 3月 - 生徒会海外研修開始（アメリカ合衆国オーチャードパーク・ハイスクール）。
  - 9月 - 新第一体育館着工[24]。
- 1997年（平成9年）11月7日 - 新第1体育館（鉄筋コンクリート2階建てで1階は全面人工芝の多目的雨天練習場、延べ2,931m2）の完成式および完成記念のハンドボール招待試合を開催[24]。
- 2009年（平成21年）
  - 4月 - 富山県立氷見高等学校と富山県立有磯高等学校による新高校開設準備室設置。
  - 9月 - 新高校の校名を富山県立氷見高等学校に決定。
- 2010年（平成22年）4月 - 氷見高校と有磯高校の統合校、新制富山県立氷見高等学校が開校（全日制普通科・農業科学科・海洋科学科・ビジネス科・生活福祉科を設置）。
- 2011年（平成23年）
  - 4月 - 普通科に文理探究コース設置。
  - 10月 - 総合実習棟竣工。
- 2013年（平成25年）
  - 1月 - 農場実習棟竣工。
  - 10月 - 温室竣工。
- 2014年（平成26年）1月 - 旧富山県立有磯高等学校体育館及び校舎の一部を氷見市へ売却。

## 部活動
8度の全国制覇の経験を持つ男子ハンドボール部は強豪校として知られ、2018年（平成30年）には全国高等学校ハンドボール選抜大会、インターハイ、2018福井国体少年男子（氷見高校単独チーム）のすべてで優勝し富山県初の高校3冠を達成した。
野球部は1965年夏（第47回）で全国大会初出場。その後、1993年（第65回）で春の選抜大会にも初出場を果たしている。2023年春（第95回）では富山県勢として初めて21世紀枠で選ばれ30年ぶり2回目の春の選抜大会出場を果たした。
- 運動部 - 陸上競技、野球、サッカー、バスケットボール、バレーボール、テニス、ソフトテニス、ハンドボール、バドミントン、卓球、柔道、剣道、弓道、自転車競技
- 文化部 - 吹奏楽、美術、書道、写真、放送、文芸、理科、茶華道、JRC、ESS（国際理解）、コンピューター経理
- その他 - アドバンス倶楽部

## アクセス
- JR氷見線氷見駅 徒歩約17分
- 加越能バス（氷見高校線）「氷見駅口」→「氷見高校前」停留所すぐ（所要時間約8分）

## 著名な出身者
- 森優稀（ハンドボール選手、大阪ラヴィッツ）
- 安平拓馬（ハンドボール選手、大崎電気）
- 安平光佑（ハンドボール選手、日本代表、クウェートハンドボールリーグ・ブルガンSC（英語版）所属）
- 海道衛秀（元ハンドボール選手、氷見高校ハンドボール部監督、元日本代表）
- 朝野翔一朗(ハンドボール選手、福井永平寺ブルーサンダー)
- 金森正晃 (映画監督)
- 鞍田朝夫（北日本放送常務・元アナウンサー）
- 西山清（元ハンドボール選手、元日本代表、ムササビシュート）
- 早船愛子(ハンドボール選手)
- 石出宗秀(元総理府次長)
- 下条未悠 (女子競輪選手)
- 青野拓海 (プロ野球選手)